# Naw Bahar
Naw Bahar fou un lloc sagrat preislàmic de Balkh, a l'Afganistan. Era una mena de monestir, segurament budista, que fou destruït pels àrabs quan hi van arribar. El lloc és cèlebre perquè hi van tenir origen la poderosa família dels barmàquides. Barmak, el seu epònim, era el guàrdia del monestir o pramukha.